# Четвертий вертлюг

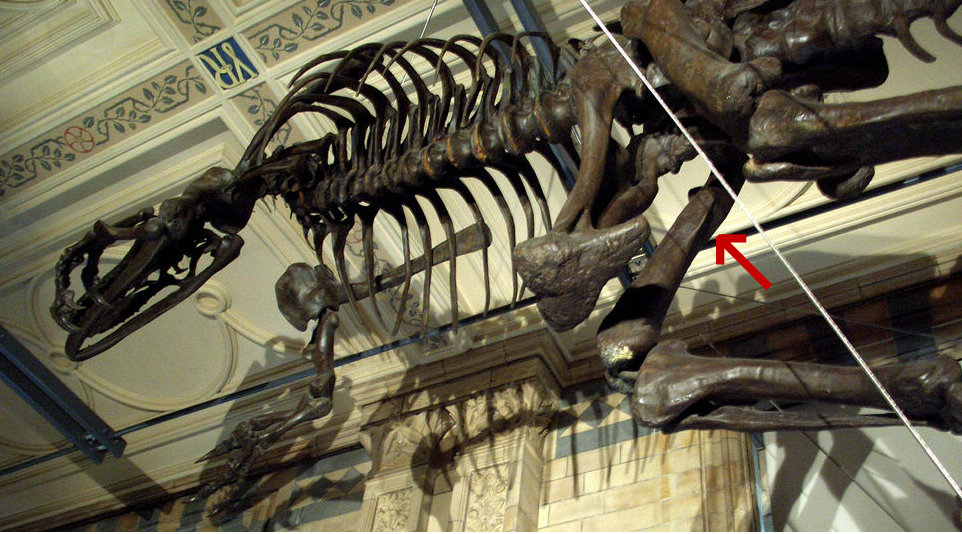
Четвертий вертлюг (позначений червоною стрілкою) на скам'яніломуі скелеті Allosaurus fragilis.

Четвертий вертлюг — вузлоподібний кістковий виступ на задньомедіальній стороні середини діафіза стегнової кістки, який служить м’язовим прикріпленням, головним чином для musculus caudofemoralis longus, скорочувального м’яза хвоста, що відтягує стегнову кістку назад. Четвертий вертлюг є спільною характеристикою для архозаврів.
Четвертий вертлюг вважається гомологічним внутрішньому вертлюгу, асиметричній гребнеподібній структурі, яка тягнеться вниз від голівки стегнової кістки та оточена міжвертлюжною ямкою в інших рептилій, таких як ящірки . Четвертий вертлюг може бути визначений за своїм заниженим розташуванням на діафізі, симетричним характером і відсутністю міжвертлюгової ямки. Гребінь кріплення caudofemoralis (хвостового м’яза) вперше відокремився від головки стегнової кістки у Erythrosuchidae, великих базальних архозавроподібних хижаків раннього тріасового періоду, пізніше еволюціонувавши у еукрокоподових archosauriforms (таких як Euparkeria), втративши міжвертлюгову ямку та отримавши симетричний четвертий вертлюг.   
Припускається, що ця анатомічна характеристика зробила можливою еволюцію динозаврів, оскільки вона сприяє двоногій ході. Усі ранні та багато пізніх динозаврів були двоногими . Це також могло стати одним із факторів того, що архозаври або їхні безпосередні предки пережили катастрофічне пермсько-тріасове вимирання .